# Le Père de famille (Diderot)
Pour les articles homonymes, voir Le Père de famille.
Le Père de famille est un drame bourgeois en cinq actes et en prose de Diderot écrit en 1758. L'édition originale de la pièce était accompagnée d'un Discours sur la poésie dramatique, un essai de Diderot sur le théâtre.
La pièce est créée à Marseille en novembre 1760 par la troupe de Jean-Baptiste Sarny, avant d'être représenté à Paris le 18 février 1761 par les Comédiens français au théâtre de la rue des Fossés Saint-Germain. 
La première représentation du Père de famille marque les débuts du drame bourgeois sur la scène française. Diderot ne cachait pas l’estime qu’il faisait de sa pièce et les hautes espérances qu’il y fondait. Le Père de famille devait créer un nouveau genre, qui serait le plus large, le plus fécond, le seul vrai, le genre sérieux et honnête. Diderot avait prétendu se peindre lui-même au caractère de Saint-Albin, et retracer l’histoire de sa passion pour sa femme lorsqu’elle était mademoiselle Champion.

## Personnages
- Monsieur d’Orbesson, le père de famille
- Monsieur le Commandeur d’Auvillé, beau-frère du père de famille
- Cécile, fille du père de famille
- Saint-Albin, fils du père de famille
- Sophie, une jeune inconnue
- Germeuil, fils de feu Monsieur de***, un ami du père de famille
- Monsieur Le Bon, intendant de la maison
- Mademoiselle Clairet, femme de chambre de Cécile
- La Brie et Philippe, domestiques du père de famille
- Deschamps, domestique de Germeuil
- Domestiques de la maison
- Madame Hébert, hôtesse de Sophie
- Madame Papillon, marchande à la toilette
- Une des ouvrières de madame Papillon
- M. ***, pauvre honteux
- Un paysan
- Un exempt

## L'argument
M. d'Orbesson, veuf, a deux enfants. Son fils, Saint-Albin veut épouser Sophie, une modeste ouvrière d'origine inconnue. Son père, M. d'Orbesson, s'oppose à ce projet et son oncle, le commandeur d’Auvilé, très conservateur tente de faire enfermer Sophie au couvent.
Sa fille, Cécile, entretient une liaison avec Germeuil, fils d’un ami de son père, qui lui demande de cacher Sophie dans leur maison.
Lorsque d’Auvillé rencontre Sophie, il se rend compte qu’elle est sa nièce. Les origines de Sophie étant désormais connues et respectables, M. d'Orbesson ne s'oppose plus au projet de mariage de son fils. Et Cécile peut épouser Germeuil.

## Réception
Lors de sa création parisienne, le Père de famille connut huit représentations. Au dire des contemporains, le talent des interprètes, Mlle Gaussin et de Préville, ne fut pas étranger à ce succès. Lorsque le Père de famille tomba devant l’indifférence du public, Diderot ne se consola pas de le voir retirer de l’affiche disant partout qu’il était convaincu de l’excellence de son œuvre. Lorsque le Père de famille reprit l’affiche en 1770, il obtint un succès éclatant et resta au répertoire jusqu’à la Révolution et à l’Empire. Cependant, lors de la reprise solennelle de la pièce en 1811 par la Comédie-Française, elle fut sifflée.
Cette pièce suscita une controverse lorsque Fréron, puis Palissot accusèrent les trois premiers actes du Père de famille d’être un plagiat de la pièce homonyme de Carlo Goldoni. Celui-ci pourtant, qui a assisté à une représentation à Paris, réfute l'accusation dans ses Mémoires.
La pièce fut par ailleurs parodiée, signe de sa notoriété.
- Jean Nougaret, La famille en désordre, écrite entre 1758 et 1763[2].
- Poinsnet de Sivry, Le père Cassandre, 1761. Pièce jouée à l'Opéra comique le 10 mars 1761[3].

Lorsque la pièce se fit connaître à l’étranger, les Allemands louèrent le grand naturel de la pièce, et des critiques, comme Lessing, s’en servirent pour développer leurs théories en faveur d’une littérature nationale. Otto Heinrich von Gemmingen-Hornberg écrivit en 1779 une imitation de la pièce en allemand, sous le titre Der deutsche Hausvater.

## LeDiscours sur la poésie dramatique
Avec Le Père de famille qui prolonge son activité dramaturgique, Diderot espérait régénérer le théâtre de son temps. C'est ainsi qu'à l'instar des Entretiens sur Le Fils naturel qui accompagnaient sa première pièce, Le Père de famille a été publié avec un traité sur la poésie dramatique.